# Katy Satyn
Katy Satyn (Gent, 17 april 1981) is een Belgische zangeres, afkomstig uit Merelbeke. Ze is bij het grote publiek vooral bekend door haar deelname aan het televisieprogramma Star Academy van de VMMa en door haar deelname aan de Belgische selectie voor het Eurovisiesongfestival van 2008, uitgezonden op één.

## Biografie
Satyn had al vroeg muzikaal talent. Zo volgde ze al op jonge leeftijd notenleer, begon ze op haar tiende piano te spelen en zingt ze sinds haar twaalfde. Op haar vijftiende kwam ze terecht in de Johnny Carr Band, waar ze zeven jaar lang samen met de frontman de leading vocals voor haar rekening nam. Daarna zong ze bij het popgroepje Fullhouse.
In 1998 nam Satyn samen met haar zus Wendy deel aan de Soundmixshow, waarin ze de finale bereikten met het nummer I Know Him So Well van Barbara Dickson en Elaine Paige uit de musical Chess.
Op 30 maart 2003 wonnen ze samen De Briljante Stem in Lokeren, wat een veel publiciteit met zich meebracht. Datzelfde jaar waren de zusjes een zomer lang te zien in Het Witte Paard te Blankenberge samen met Rob de Nijs. Wanneer Wendy daarna een gezinnetje stichtte, zong Satyn een tijdje bij het coverorkest Plug 'n Play.
In 2005 nam Satyn deel aan de talentenjacht Star Academy, waarin ze elf weken lang was te zien op het scherm. Ze zong aan de zijde van Helmut Lotti, Bonnie Tyler en tal van andere bekende muzieksterren. In dit zang-dans-showconcept haalde ze een derde plaats.
Tijdens de kerstperiode van 2006 vertolkte Satyn de hoofdrol van prinses Rani in de musical Maharadja. Deze musical werd opgevoerd in het Arjaantheater in Geraardsbergen.
In de zomer van 2007 stond Satyn voor de tweede maal een vijftig keer op het podium in Het Witte Paard.
Satyn heeft haar hart verloren aan de moderne countrymuziek, maar het blijft wachten op haar eerste album om te weten welke richting ze zelf zal inslaan. Ze combineert haar zangcarrière met haar job als operatieverpleegkundige in het UZ Brussel in Jette.
In het voorjaar van 2008 nam Satyn deel aan de preselecties voor Eurosong op één met het nummer Magical Sensation. Bij de eerste voorronde op zondag 27 januari behaalde ze de eerste plaats, waardoor ze rechtstreeks doorging naar de halve finale van zondag 24 februari.
Daar eindigde het Eurosongavontuur voor Satyn. Haar single Magical Sensation werd uitgebracht op 14 maart 2008 en verscheen in de Ultratip.
Satyn mocht enkele zinnetjes inspreken voor de Vlaamse versie van Horton Hears a Who!,  een animatiefilm uit maart 2008 van de makers van Ice Age, waarvan het eerste deel reeds in 2002 verscheen, eveneens in maart.
Ook in de zomer van 2008 maakt Satyn haar opwachting in de nieuwe revue van Het Witte Paard Crazy Again. Ze is er een van de muzikale smaakmakers, met onder andere een special in ware Tina Turnerstijl. Iedere avond zingt ze er ook het Eurosongnummer Magical Sensation van haar debuutsingle.
In de zomer van 2010 staat Satyn terug op de planken in Het Witte Paard.
In 2011 deed Katy mee aan The Voice van Vlaanderen, maar kwam niet door de Blind Auditions.